# マティアス・コール
マティアス・"マット"・コール・Jr.（英語: Matthias "Matt" Koehl, Jr.、1935年1月22日 - 2014年10月9日もしくは10月10日）は、アメリカ海兵隊の軍人、作家。ジョージ・リンカーン・ロックウェルの後継者としてアメリカ・ナチ党党首を務めた。
フランス・ギリシャの作家サヴィトリ・デヴィの影響を受け神秘主義に傾倒しており、オランダ国家社会主義運動指導者メイノート・ロスト・ファン・トーンニンヘンの妻フロレンティネとは友人関係にあった。

## 生涯
1935年にドイツ系ハンガリー人移民の息子として生まれる。ウィスコンシン大学ミルウォーキー校でジャーナリズムを学び、卒業後はアメリカ海兵隊に入隊する。
コールはジェームズ・マドールのアメリカ・ルネサンス党、アメリカ白人党、アメリカ国民の権利党などの極右政党で活動した後、1960年にアメリカ・ナチ党に入党し、副党首を務めた。1967年に党首のロックウェルが暗殺された後に党首に就任した。コールはアメリカ・ナチ党から改称した国家社会主義白人党党首と同時に国家社会主義者世界連合(WUNS)議長の地位も継承したが、神秘主義を強く主張したため組織内部から反発を受け、1968年にWUNSを脱退して新たに神秘主義組織ニュー・オーダーを設立した。2009年にコリン・ジョーダンが死去した後に再びWUNS議長に就任して神秘主義と連携させるが、その際に一部のメンバーを追放している。
2014年10月9日から10日の間に死去した。

## 著作
- 『国家社会主義運動の発展のためのいくつかのガイドライン』（Some Guidelines To The Development Of The National Socialist Movement、1969）
- 『未来の呼び出し』（The Future Calls、1972年）
- 『国民社会主義者白人党のプログラム』（The Program of the National Socialist White People's Party、1980年）
- 『未来の信仰』（Faith of the Future、1995年）